# Oscilação híbrida superior
Em física de plasma, uma oscilação híbrida superior é um modo de oscilação de um plasma magnetizado.  Ela consiste de um movimento longitudinal dos elétrons perpendicular ao campo magnético com a relação de dispersão
{\displaystyle \omega ^{2}=\omega _{pe}^{2}+\omega _{ce}^{2}+3k^{2}v_{\mathrm {e,th} }^{2}},
onde (em unidades cgs)
{\displaystyle \omega _{pe}=(4\pi n_{e}e^{2}/m_{e})^{1/2}}
é a frequência plasmática elétron, e
{\displaystyle \omega _{ce}=eB/{m_{e}c}}
é a frequência de ciclotron do elétron.
Esta oscilação está intimamente relacionada com o oscilação plasmática encontrado em plasmas não magnetizados ou paralelos ao campo magnético, onde o termo ωpe surge da força restauradora eletrostática de Coulomb e do termo 3k²ve,th² , que surge da força restauradora da pressão do elétron.  Na oscilação híbrida superior há uma força restauradora adicional devido à força de Lorentz.  Considere uma onda plana onde todas as quantidades perturbadas variam conforme exp(i(kx-ωt)).  Se o deslocamento na direção de propagação é δx, então
vx = -iωδ
fy = nevxBz/c = -iω(neBz/c)δ
vy = -fy/iωnm = (eBz/mc)δ
fx = -nevyBz/c = -(nm)(eBz/mc)²δ
ax = -ωce²δ
Assim, o campo magnético perpendicular fornece efetivamente uma força de restauração harmônica com uma frequência ωce, explicando o terceiro termo na relação de dispersão.  As órbitas das partículas (ou trajetórias de fluidos) são elipses no plano perpendicular ao campo magnético, alongado na direção de propagação.
A frequência de oscilações de comprimento de onda longo é um "híbrido", ou mistura, das frequências do plasma eletrônico e do ciclotron eletrônico,
ωh² = ωpe² + ωce²,
e é conhecida como frequência híbrida superior. Há também uma frequência híbrida mais baixa e oscilação híbrida inferior.
Para propagação em ângulos oblíquos ao campo magnético, existem dois modos simultaneamente. Se a frequência do plasma for superior à frequência do cíclotron, então a oscilação híbrida superior se transforma continuamente na oscilação do plasma. A frequência do outro modo varia entre a frequência do ciclotron e zero. Caso contrário, a frequência do modo relacionado à oscilação híbrida superior permanece acima da frequência do cíclotron, e o modo relacionado à oscilação do plasma permanece abaixo da frequência do plasma. Em particular, as frequências são dadas por
{\displaystyle \omega ^{2}=(1/2)\omega _{h}^{2}\,\left(1\pm {\sqrt {1-\left({\frac {\cos \theta }{\omega _{h}^{2}/2\omega _{c}\omega _{p}}}\right)^{2}}}\right)}
Para derivar a relação de dispersão das ondas iônicas do ciclotron no plasma quântico, usamos parâmetros do plasma quântico, como temperatura de Fermi, pressão e compensação do comprimento de onda de Broglie no plasma quântico.